# Ifat
Ifat (Awfat, Wafat) fou un soldanat musulmà que ocupava l'est de Shoa a Etiòpia i fins a Berbera a Somàlia que va existir vers 1285 a 1403 o 1415.

## Història
Al segle xiii consta l'existència d'alguns estats musulmans a Shoa, el més important dels quals era el de Djabarta que segons la tradició havia estat fundat el 896 i governat per la dinastia makhzúmida. Aquest estat va existir fins al 1285.
En aquest any fou conquerit per un sobirà vassall, de nom Umar que portava el títol de walashma o walasma, que també va sotmetre altres estats veïns, incloent-hi l'estat nòmada d'Adal algun temps després. El nou estat fou conegut com a Awaft (Ifat pels cronistes etíops) i fou de vegades vassalls del regne pagà de Damot i de vegades del regne cristià d'Abissínia, amb alguns períodes d'independència plena.
Era el més septentrional dels estats musulmans i més al sud hi havia Hayda, Fatajar i altres, i els servia de tampó contra l'expansió abissínia. Taddesse Tamrat diu que es tractava de consolidar el domini musulmà al Corn d'Àfrica de la mateixa manera que els cristians el consolidaven a Abissínia i que els dos estats van xocar a Shoa inevitablement, però els soldanats musulmans eren dèbils i estaven dividits.
Hakk al-Din (Haqq al-Din) va lluitar contra el negus (gran rei) Amda-Seyon Seyon (vers 1314-1344) però fou derrotat el 1328 i va haver de pagar tribut; el negus va atacar el 1332 a Zeila (Zaylac) capital de l'estat d'Adal, i el llavors emir d'Adal, que intentava barrar-li el pas, fou derrotat i mort. A Ifat fou instal·lat com a soldà vassall Jamal ad-Din (vers 1333-1337). Ifat es va revoltar però fou derrotada i el seu soldà Jamal al-Din va morir i els etíops van conquerir la capital Talag; després fou posat al tron el seu germà Nasr ad-Din.
L'historiador Al-Umari dona un important relat d'aquesta època diu que el territori d'Ifat s'estenia fins a Zeila a l'est (incloent-hi aquesta ciutat). Sembla doncs que Adal va passar a Ifat en una data desconeguda del segle xiv. Els historiadors moderns pensen que Ifat inclogué Fatawar, Daware i la província de Bale assegurant la ruta fins al port de Zeila, el que li donava un notable poder comercial
Ifat es va revoltar diverses vegades contra els abissinis. La revolta de vers el 1400 fou dirigida per Sa'd al-Din. Derrotat l'exèrcit d'Ifat, el soldà Sa'ad ad-Din va fugir a Zeila on fou perseguit per l'emperador i va morir a l'illa davant la ciutat que encara porta el seu nom (1403 o 1415)
Llavors el soldanat fou annexat a Abissínia. La dinastia walashma, després d'un breu exili al Iemen, van retornar al cap de poc temps i van fundar un nou estat a les seves províncies originàries (Adal-Zeila) i van agafar el títol de soldans d'Adal o de Zeila. Vegeu Sultanat d'Adal.

## Llista de soldans
- Umar Walashma vers 1285
- Ali ben Umar vers 1285-1304
- Baziwi (o Jaziwi) vers 1304-1321
- Hakk al-Din I vers 1321-1328
- Husain vers 1328-1330
- Al-Mansur I vers 1330-1332
- Jamal al-Din I ver 1332-1335
- Nasr I vers 1335-1340
- Abud vers 1340-1343
- Zubair vers 1343-1344
- Ma'at Layla (reina) vers 1344-1352
- Sabr al-Din I Muhammad Walkhui vers 1352-1354
- Qat-Ali ibn Sabir al-Din vers 1354-1360
- Ahmad Harbi Ar'ed vers 1360-1366
- Hakk al-Din II vers 1366-1373
- Sa'ad al-Din Ahmad 1373-1415

Font: (Regnal Chronologies, amb retocs) Arxivat 2009-08-28 a Wayback Machine.